# Ryania speciosa var. mutisii
Ryania speciosa var. mutisii — вимерла рослина  з Колумбії, різновид Ryania speciosa. Зараз вважається вимерлою через зникнення середовища існування.